# Ньивенхёйзен, Аннелус
Анна Лусия Корнелия Мария (Аннелус) Ньивенхёйзен (или Ньювенхёйзен; нидерл. Anne Lucia Cornelia Maria (Anneloes) Nieuwenhuizen, 16 октября 1963, Бюссюм, Нидерланды) — нидерландская хоккеистка (хоккей на траве), защитник. Олимпийская чемпионка 1984 года, бронзовый призёр летних Олимпийских игр 1988 года, чемпионка мира 1986 года, двукратная чемпионка Европы 1984 и 1987 годов.

## Биография
Лисетта Севенс родилась 11 июня 1964 года в нидерландском городе Ден-Хелдер.
Играла в хоккей на траве за «Би Фейр», «Арнемсе» и МОП из Вюгта.
Дважды становилась чемпионкой Европы — в 1984 году в Лилле и в 1987 году в Лондоне.
В 1984 году вошла в состав женской сборной Нидерландов по хоккею на траве на летних Олимпийских играх в Лос-Анджелесе и завоевала золотую медаль. Играла на позиции нападающего, провела 1 матч, мячей не забивала.
В 1986 году выиграла золотую медаль на чемпионате мира в Амстелвене.
В 1987 году стала победительницей Трофея чемпионов.
В 1988 году вошла в состав женской сборной Нидерландов по хоккею на траве на летних Олимпийских играх в Сеуле и завоевала бронзовую медаль. Играла на позиции нападающего, провела 5 матчей, мячей не забивала.
В 1984—1989 годах провела за сборную Нидерландов 87 матчей, мячей не забивала.
В 2004 году перебралась в Ирландию, жила в Келмаре.